# Mount Acton
Mount Acton är ett berg i Antarktis. Det ligger i Västantarktis. Argentina, Chile och Storbritannien gör anspråk på området. Toppen på Mount Acton är 3 000 meter över havet.
Terrängen runt Mount Acton är kuperad österut, men platt i västlig riktning. Trakten är obefolkad och inga samhällen finns i närheten.